# Neeritter

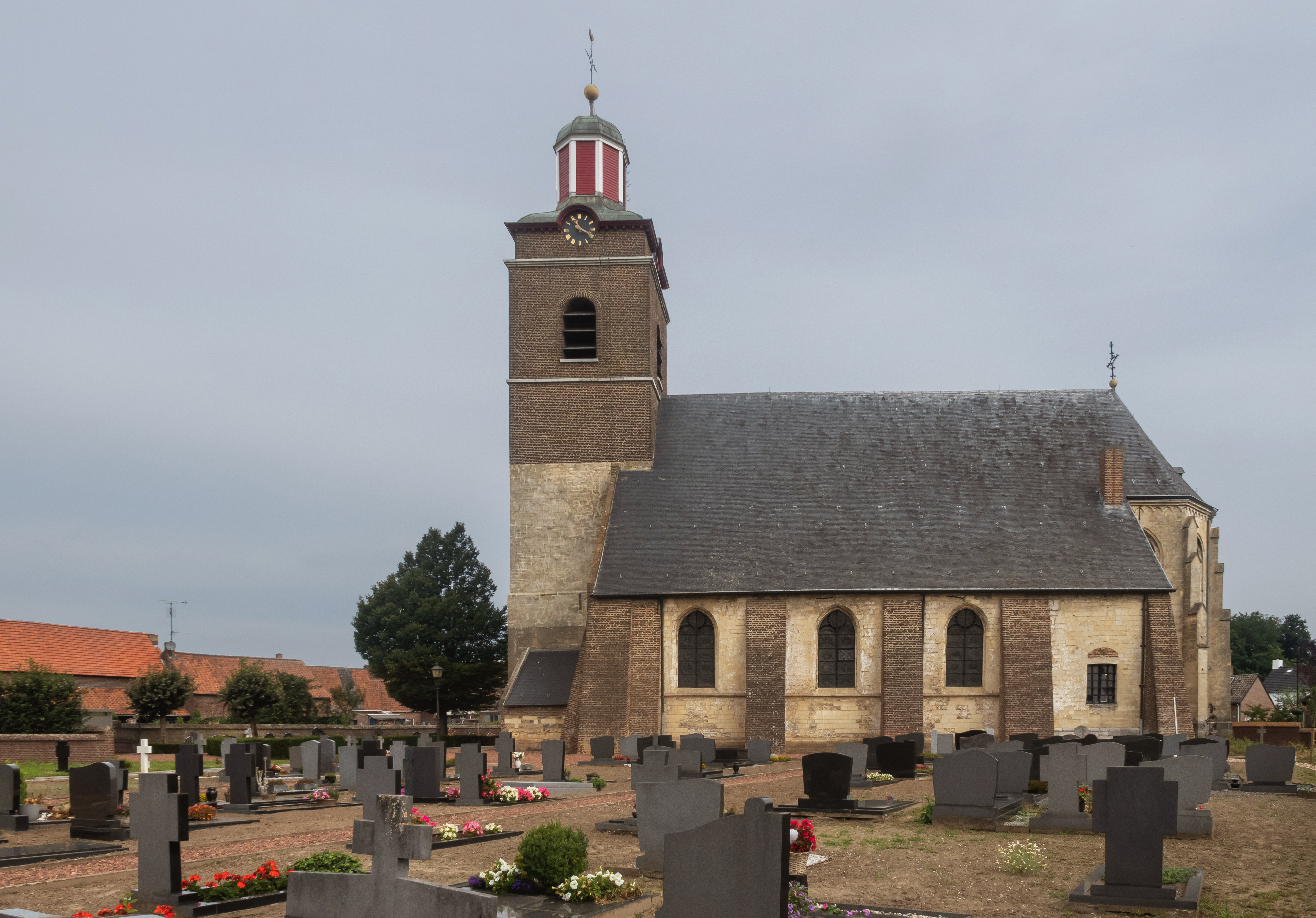
Neeritter, l'église: de Sint-Lambertuskerk

Neeritter (en limbourgeois Itter) est un village néerlandais situé dans la commune de Leudal, dans la province du Limbourg néerlandais. Le 1er janvier 2007, le village comptait 1 359 habitants.

## Histoire
Neeritter a été fondée après 1100 à l'initiative du chapitre de Saint-Lambert à Liège, qui possédait déjà à l'époque les domaines voisins de Kessenich (nl) et Thorn (nl). La première mention écrite apparaît en 1143 : Itera (...) nova ou New-Itteren. Les prépositions 'Nieuw-' et 'Neer-' sont là pour le distinguer du premier Itteren, situé en amont de l'Itterbeek (nl) et appelé plus tard Opitter.
Neeritter jouit depuis des siècles du statut de « village libre de Liège » : il est exclusivement soumis aux lois et impôts du chapitre. Cependant, le comte de Looz fait office de vogt, qui prête ce droit au seigneur de Horn après 1243. En 1584, pendant la guerre de Quatre-Vingts Ans, Neeritter construisit un mur d'enceinte semi-circulaire pour se protéger des bandes militaires en maraude. La douve qui le protégeait a été comblée vers 1960, mais son tracé est encore visible aujourd'hui.
Avec l'annexion française des Pays-Bas du Sud, Neeritter est devenue une commune de la Meuse-Inférieure, plus tard le Limbourg. Au lendemain de la division du Limbourg, Neeritter fut touché par une scission et un échange de territoire (voir traité frontalier de 1842). En conséquence, la superficie passe de 1 819 à 470 hectares.[2] La petite commune perd son indépendance en étant fusionnée avec la commune de Hunsel, le 1er juillet 1942. Depuis 2007, elle appartient à la commune de Leudal.